# Танюшівка
Таню́шівка — село в Україні, у Білолуцькій селищній громаді Старобільського району Луганської області. Населення становить 821 осіб.
Відстань до колишнього райцентру становить близько 33,2 і проходить автошляхом Т 1302. Неподалік від села розташований пункт пропуску на кордоні з Росією Танюшівка—Ровеньки.

## Історія
Слобода Танюшівка названа на честь дочки Бориса Куракіна, другої дружини фельдмаршала князя М. М. Голіцина, яка була фрейліною при дворі Єлізавети Петрівни.
Село постраждало внаслідок геноциду українського народу, вчиненого урядом СССР у 1932—1933 роках, кількість встановлених жертв — 174 людей.
В ніч з 7 на 8 червня 2015 року у Танюшівці повалили «пам'ятник Леніну».

## Відомі уродженці
- Раздимаха Георгій Семенович — український астроном, педагог.
- Винник Петро Федорович — Герой Радянського Союзу.
- Нехаєнко Степан Якович — Герой Радянського Союзу.

## Також
- Перелік населених пунктів, що постраждали від Голодомору 1932-1933, Луганська область